# نجير كرمي
النجير الكرمي (الاسم العلمي: Agrostis vinealis) نوع نباتي يتبع جنس النجير وينتمي إلى الفصيلة النجيلية.